# 山田良定
山田 良定（やまだ りょうじょう、1931年（昭和6年）10月5日 - 2002年（平成14年）1月30日）は、日本の彫刻家。日展理事。浄土宗専念寺住職・滋賀大学名誉教授。滋賀県出身。

## 略歴
昭和6年（1931年）10月5日、滋賀県神崎郡五個荘町奥（現東近江市）に生まれる。滋賀大学卒業後富永直樹に師事し、昭和50年（1975年）・51年（1976年）日展で連続特選を受賞した。平成2年（1990年）には文部大臣賞、平成11年（1999年）「開幕の刻」で芸術院賞を受賞した。この間県立石山高校教諭や母校滋賀大の教授（退官後名誉教授）を務め、大津市公民館児童美術教室で子供達への指導を行った。平成14年（2002年）1月30日、栗東市の病院で肺炎により死去。

### 年譜
- 1931年（昭和6年） - 生まれる。
- 1954年（昭和29年） - 滋賀大学教育学部卒業｡
- 1962年（昭和37年） - 日本芸術院会員富永直樹に師事する。
- 1963年（昭和38年） - 日展初入選､以後毎年出品する。
- 1975年（昭和50年） - 第7回日展で「潮風」が特選となる。
- 1976年（昭和51年） - 第8回日展で「草原」が無鑑査・連続特選を受ける。
- 1981年（昭和56年） - 日展審査員を務める。
- 1990年（平成2年） - 第26回日展で「秋・ふたり」が文部大臣賞を受賞する。
- 1995年（平成7年） - 浄土宗芸術賞を受賞する。
- 1999年（平成11年） - 「開幕の刻」で芸術院賞を受賞する。
- 2002年（平成14年） - 1月30日死去

### 主な役職
- 日展理事・日本彫刻会理事・浄土宗芸術家協会理事
- 滋賀県近江八幡市白王町「専念寺」住職

## 作品
- 「宗祇法師顕祥碑」（滋賀県東近江市 能登川町総合文化情報センター中庭）
- 「浪の音」（滋賀県東近江市五個荘）
- 「若鮎」（滋賀県大津市京町 中央大通り分離帯）
- びわこ国体モニュメント「びわこ讃歌」（滋賀県大津市 皇子山総合運動公園）
- 「出逢い」（滋賀県長浜市 長浜駅前）
- 「草原」（滋賀県近江八幡市 近江八幡市文化会館前）
- 「平和の祈り」  （滋賀県守山市 守山市総合運動公園）
- 「芭蕉翁の像」（三重県伊賀市 伊賀支所前座像）
- 「湖の華」（広島県福山市 みずほ銀行福山支店前・大分県大分市 大分駅前）
- 「開幕の刻」・「ジーンズの女」・「ふれあい」・「秋・ふたり」（福島県郡山市 奥羽大学歯学部附属病院）
- 「湖風」（北海道札幌市 中央区大通西3丁目 大通公園）

## 関連書籍
- 「山田良定と郷土の弟子たち展 近江八幡市市制50周年記念事業」（山田良定と郷土の弟子たち展」実行委員会 2005年）